# Nikolaus von Vormann
Nikolaus von Vormann (* 24. Dezember 1895 in Neumark (Westpreußen); † 26. Oktober 1959 in Berchtesgaden) war ein deutscher General der Panzertruppe und Militärschriftsteller.

## Leben
Zu Beginn des Ersten Weltkrieges trat Vormann am 3. August 1914 als Freiwilliger in das Infanterie-Regiment „Fürst Leopold von Anhalt-Dessau“ (1. Magdeburgisches) Nr. 26 der Preußischen Armee ein. Dort erhielt er am 29. Januar 1915 das Offizierspatent und übernahm 1917 die Führung der Sturmtruppenabteilung der 7. Infanterie-Division.
Nach dem Ende des Krieges kam Vormann als Freiwilliger zum Detachement von Oven und später zum Freiwilligen-Regiment Magdeburg. Er wurde in die Vorläufige Reichswehr übernommen und diente für einige Monate im Reichswehr-Schützen-Regiment 7. Am 1. Februar 1926 wurde Vormann zum Oberleutnant, am 1. Oktober 1930 zum Hauptmann und am 1. Juni 1935 zum Major befördert. Am 1. Juni 1938 erfolgte seine Ernennung zum Generalstabschef des X. Armeekorps und zwei Monate später seine Beförderung zum Oberstleutnant.
Bei Kriegsausbruch im Jahre 1939 war Vormann Verbindungsoffizier des Heeres im Führerhauptquartier, wo er Hitler Lagevorträge vorlas. Doch diese Funktion erfüllte er nur kurzzeitig, bis er am 1. Oktober 1939 den Posten als Generalstabschef des III. Armeekorps antrat. Diesen hielt er bis zum 7. Mai 1940 und trat dann in gleicher Funktion zum XXVIII. Armeekorps (mit Wirkung ab 1. Juni 1940) über, wo er am 1. September zum Oberst aufstieg. Mit dieser Einheit nahm Vormann am 22. Juni 1941 im Rahmen der Heeresgruppe Nord am Krieg gegen die Sowjetunion teil. Diese Heeresgruppe stieß auf Leningrad vor. Am 26. Februar 1942 wurde er von diesem Posten abgelöst.
Am 26. Dezember 1942 erhielt Vormann schließlich ein Truppenkommando als Kommandeur der 23. Panzer-Division. Dem schloss sich mit Wirkung zum 1. Januar 1943 die Ernennung zum Generalmajor an. Diese Division kam im Rahmen der Heeresgruppe Don im Brennpunkt der Front zum Einsatz und hatte nach der Katastrophe von Stalingrad maßgeblichen Anteil an der Abwehr der sowjetischen Großoffensive im Winter 1942/43. Im Sommer verteidigte sie die deutsche Stellung am Mius und geriet in verlustreiche Abwehrkämpfe gegen die Rote Armee, in deren Verlauf sie sich zum Dnepr zurückzog. Vormann behielt dieses Kommando bis zum 25. Oktober 1943 und erhielt in diesem Zeitraum auch die Beförderung zum Generalleutnant (1. Juli 1943).
Am 26. Dezember 1943 übernahm Vormann den Befehl über das XXXXVII. Panzerkorps, das ebenfalls am Südflügel der Ostfront eingesetzt war und bald in heftige Kämpfe während der Schlacht bei Tscherkassy verwickelt wurde, doch bereits am 12. März 1944 wurde er wieder abgelöst. Erst am 27. Juni erhielt er mit der Beförderung zum General der Panzertruppe ein neues Kommando als Oberbefehlshaber der 9. Armee, die zur Heeresgruppe Mitte gehörte und gerade im Raum Bobruisk in schweren Abwehrkämpfen gegen die sowjetische Sommeroffensive stand (siehe: Operation Bagration). Der größte Teil der Armee war bereits eingekesselt, sodass Vormann nur Reste einer Armee befehligte, mit denen er bis zum Herbst in Abwehrkämpfen stand. Am 21. September 1944 wurde er abgelöst und einige Tage später am 5. Oktober zum Oberbefehlshaber des Festungsbereiches Südost ernannt. Die letzte Verwendung Vormanns während des Krieges war ab 4. Mai 1945 der Posten des Kommandanten der Alpenfestung. Bei Kriegsende begab er sich in alliierte Kriegsgefangenschaft.
Nach dem Krieg verfasste Vormann mehrere Bücher, in denen er seine Erinnerungen niederschrieb. Einige Bedeutung erlangten dabei sein Bericht über seine Dienstzeit im Führerhauptquartier und seine militärische Studie über den Überfall auf Polen. Aufgrund seiner Stellung während des Septembers 1939 hatte Vormann einen guten Überblick über die Lageentwicklung und die Entscheidungsfindung im Generalstab. Obwohl ein Teil seines Buches stark chauvinistische und ideologisch geprägte Äußerungen über das polnische Volk enthält, gilt die Analyse des militärischen Verlaufes noch immer als Standardwerk zu den Operationen der Wehrmacht während dieses Feldzuges. Nur kurze Zeit nach dem Erscheinen dieses Buches starb Vormann am 26. Oktober 1959.

## Auszeichnungen
- Eisernes Kreuz (1914) II. und I. Klasse[1]
- Ritterkreuz des Königlichen Hausordens von Hohenzollern mit Schwertern[1]
- Verwundetenabzeichen (1918) in Gold[1]
- Wehrmacht-Dienstauszeichnung IV. bis I. Klasse
- Spange zum Eisernen Kreuz II. und I. Klasse
- Deutsches Kreuz in Gold am 12. März 1942[2]
- Ritterkreuz des Eisernen Kreuzes am 22. August 1943[2]